# Nuoto di fondo ai campionati europei di nuoto 2022 - 5 km maschili
La gara dei 5 km in acque libere maschile ai Campionati europei di nuoto 2022 si è svolta il 20 agosto al Lido di Ostia, in Italia.

## Medaglie
| Posizione | Atleti               | Paese   |
| --------- | -------------------- | ------- |
| Oro       | Gregorio Paltrinieri | Italia  |
| Argento   | Domenico Acerenza    | Italia  |
| Bronzo    | Marc-Antoine Olivier | Francia |

## Risultati
La gara ha avuto inizio alle 10:00 (UTC+1 ora locale).
| Pos.    | Atleta                   | Nazionalità | Tempo   |
| ------- | ------------------------ | ----------- | ------- |
| Oro     | Gregorio Paltrinieri     | Italia      | 52:13.5 |
| Argento | Domenico Acerenza        | Italia      | 52:14.2 |
| Bronzo  | Marc-Antoine Olivier     | Francia     | 52:20.8 |
| 4       | Logan Fontaine           | Francia     | 52:21.3 |
| 5       | Oliver Klemet            | Germania    | 52:33.7 |
| 6       | Kristóf Rasovszky        | Ungheria    | 52:34.0 |
| 7       | Dávid Betlehem           | Ungheria    | 52:34.6 |
| 8       | Marcello Guidi           | Italia      | 52:44.0 |
| 9       | Carlos Garach            | Spagna      | 53:34.8 |
| 10      | Tamaš Farkaš             | Serbia      | 53:37.1 |
| 11      | Linus Schwedler          | Germania    | 54:17.2 |
| 12      | Diogo Cardoso            | Portogallo  | 54:38.2 |
| 13      | Guillem Pujol Belmonte   | Spagna      | 55:07.7 |
| 14      | Ondřej Zach              | Rep. Ceca   | 55:08.8 |
| 15      | Ziv Cohen                | Israele     | 56:35.1 |
| 16      | Tomáš Chocholatý         | Rep. Ceca   | 56:37.9 |
| 17      | Joseph Deighan           | Regno Unito | 56:40.9 |
| 18      | Konstantinos Zachariadis | Grecia      | 56:44.1 |
| 19      | Théo Druenne             | Monaco      | 56:44.2 |
|         | Tomáš Peciar             | Slovacchia  | dq      |
|         | Yonatan Ahdut            | Israele     | dq      |
|         | Grgo Mujan               | Croazia     | dns     |